# Бене (село)
Бе́не (латыш. Bēne, нем. Behnen, латынь Bayena) — бывшее немецкое поместье Бенен, ныне село в Ауцском крае Латвии, административный центр Бенской волости. В селе расположена одноимённая железнодорожная станция (на линии Глуда — Реньге).

## Истоки
В X-XII вв территория нынешней волости, вероятно, принадлежала к владениям замка Спарнене. После завоевания Семигалии 7 октября 1272 года Рижский Домский капитул передал Добене Ливонскому ордену, включив в акт передачи ряд населённых пунктов, в том числе Бене (Bayena). Спарнене осталось в собственности капитула.

## Поместье
Поместье Бенен  (Behnen) было создано в 1597 году в Курляндском герцогстве и было передано герцогом Фридрихом Кетлером в пользование советнику его двора Д.Бергу с правом вырубать строительный лес и заготавливать дрова в герцогских лесах.
В 1633 году сюзерен Курляндии, польский король Владислав подарил поместье в наследное семейное владение.
24 октября 1779 года от внебрачной связи последнего герцога Курляндского Петра фон Бирона (1724—1800) и Агнес Каролины фон Дершау (Agnes Karoline von Derschau, 1740—1783), супруги Ульриха Иоганна Вильгельма фон Бистрома (Ulrich Johan Wilhelm von Bistram, 1760—1810), в поместье родился Пётр Петрович фон Гершау.
В  XIX веке поместье принадлежало роду фон Медемов, Фридрих фон Медем также владел поместьями Вецауце, Элея, Яунауце, Кевеле и Витини. В это время был построен мост через речку Ауце, из полевого камня, который ныне изображен на гербе Бенской волости. В 1838 году появилась мельница—водяная и паровая, где мололи муку и обрабатывали шерсть. Берега Бенского мельничного озера местами достигают высоты 15 м.
Сохранившийся до наших дней господский дом в неоготическим стиле построил барон Август фон дер Реке, с 1876 по 1878 год. Архитектором был Иоганн Фридрих (Иван Фёдорович) Шлупп из Санкт-Петербурга (1845—1900).
Во время революции 1905 года поместье сожгли взбунтовавшиеся латышские крестьяне. После пожара здание было восстановлено в чуть меньшем объём и упрощённых формах.
Последним владельцем поместья был барон Фридрих фон Биркенштейн (1836-1905).

## Развитие посёлка
Посёлок Бене стал развиваться после прокладки железной дороги Митава -- Мажейки. Приезжающие сюда люди покупали землю у барона Августа фон дер Реке и строили дома. К концу XIX века в волости было 79 крестьянских хозяйств, в посёлке была застроена улица Станционная, а также Митавская. Появились первые предприятия: в поместье была построена водно-паровая мельница, кирпичный завод.
Во время Первой мировой войны посёлок сильно пострадал, в нём не осталось даже магазина, за хлебом приходилось ездить в Ауце. Баронские земли разделили между крестьянами, а оставшуюся за дворцом землю в 1922 году взял в аренду Отто Валдемарс Гайлитис, который в 1905 году эмигрировал в США, смог заработать там денег и вернулся на родину. По его почину на местных землях начали выращивать сахарную свёклу, был построен самый современный по тем временам молочный завод и началась электрификация Бене.
В 1925 году Бене получил статус населённого пункта (посёлка). Продолжилась его застройка, были проложены новые улицы. Были построены паровая маслобойня, сепарационный пункт, ветряная мельница, лесопилка в поместье и 26 магазинчиков.
В 1935 году в Бене были 251 земельная собственность и 240 хозяйств, обрабатывавших 3132 га пахотной земли, что в пересчёте на хозяйство составляло только 13 га и особого богатства крестьянам не обеспечивало.
После Великой Отечественной войны в апреле 1945 года в Бене был учреждён специализированный совхоз по выращиванию сахарной свёклы, впоследствии преобразованный в совхоз "Бене", где получили работу более 200 человек. В посёлке появилась МТС (впоследствии отделение Добельской районной "Сельхозтехники", в 1976 году ставшее Ремонтным заводом), где работали около 200 человек. Серьёзными работодателями были Елгавский леспромхоз, Бенеское паевое общество потребкооперации, молочный завод.
В 1958 году получил статус посёлка городского типа. С 1990 — село, волостной центр.
До административно-территориальной реформы 2009 года в Латвийской республике входило в Добельский район.

## Население
| 1959 | 1970 | 1979 | 1989 | 2015 |
| ---- | ---- | ---- | ---- | ---- |
| 2288 | 1236 | 1315 | 1333 | 1344 |